# Astroblepus chimborazoi
Astroblepus chimborazoi es una especie de pez de la familia Astroblepidae en el orden de los Siluriformes.

## Morfología
Los machos pueden llegar alcanzar los 2,5 cm de longitud total.

## Distribución geográfica
Se encuentra en Ecuador.